# Jeff Hendrick
Pour les articles homonymes, voir Hendrick (patronyme).
Jeffrey Patrick Hendrick, né le 31 janvier 1992 à Dublin en Irlande, est un footballeur international irlandais qui joue au poste de milieu de terrain.

## Biographie

### Carrière en club

#### Derby County
Jeff Hendrick commence le football au St. Kevin's Boys FC, un des principaux clubs formateurs du nord de Dublin dans le quartier de Whitehall. Après plusieurs essais infructueux auprès de différents clubs anglais, il est recruté par le Derby County dont il intègre les équipes de jeunes en 2008 après avoir souffert de la maladie d'Osgood-Schlatter. En 2010 il quitte le centre de formation pour intégrer le groupe professionnel et l'équipe réserve. Il devient rapidement un élément important de celle-ci et se voit récompensé en étant choisi parmi les remplaçants pour dernier match de la saison 2009-2010 de l'équipe première.
Lors de la saison 2010-2011, il est choisi pour faire partie du groupe de l'équipe première par le manager du club Nigel Clough. Ses progrès sont soulignés par l'entraineur au point de figurer régulièrement sur le banc des remplaçants. Il fait ses grands débuts professionnels le 23 avril 2011 en entrant à la 80e minute en remplacement de Robbie Savage à l'occasion d'une rencontre perdue à domicile 2-4 contre le Burnley Football Club. Au commencement de la saison 2011-2012, Clough annonce qu'Hendrick fera partie beaucoup plus régulièrement de l'équipe première. Il se voit attribuer le numéro 23. En dépit du fait qu'il a raté la majeure partie de la préparation d'avant saison des professionnels à cause de sa sélection pour le championnat d'Europe des moins de 19 ans avec son équipe nationale, Hendrick est bien dans l'équipe première pour les deux premiers matchs de la saison. Il entre en jeu à chaque fois. Lors de la troisième journée, il est titulaire pour la première fois à l'occasion de la victoire sur le terrain de Blackpool. Il marque son premier but comme professionnel lors de sa cinquième titularisation lors d'un match contre leurs rivaux locaux Nottingham Forest. Cette performance lui vaut de figurer dans l'équipe de la semaine du Championship. Les performances de semaine en semaine d'Hendrick attisent la convoitise de plusieurs équipes de première division comme Aston Villa et Queens Park Rangers. Ces nouvelles poussent Derby à entrer en négociation pour prolonger le contrat de son jeune joueur de quatre saisons. Le mois suivant, et malgré une baisse de régime, le natif de Dublin paraphe une prolongation de contrat de trois ans et demi ce qui le lie à Derby jusqu'en 2015. Hendrick manque les matchs de fin décembre pour soigner une blessure à l'épaule. Après une période de remise en forme, il devient un élément essentiel du milieu de terrain de Derby, prenant la place de James Bailey devant la défense. Il est récompensé en fin de saison du titre de meilleur jeune du club, le Sammy Crooks Young Player of the Year award.
Jeff Hendrick commence la saison 2012-13 dans le onze titulaire mais après une succession de contre-performances il est remplacé par Michael Jacobs dans l'équipe première. Retrouvant un peu de régularité, il réintègre les titulaires tout en admettant qu'il peine à retrouver son niveau de la fin de saison précédente.

#### Burnley FC
Le 31 août 2016, Hendrick s'engage en faveur du Burnley FC. C'est avec ce club qu'il découvre la Premier League, jouant son premier match le 10 septembre 2016 face à Hull City. Il entre en jeu à la place de Steven Defour et les deux équipes se séparent sur un score nul de un partout. Il inscrit son premier but pour Burnley dès sa troisième apparition sous les couleurs des Clarets, le 26 septembre suivant contre le Watford FC. Il ouvre le score et son équipe s'impose par deux buts à zéro ce jour-là.

#### Newcastle United
Après avoir quitté Burnley et avoir eu quelques contacts avec les clubs italiens du Milan AC et de l'AS Rome, Hendrick décide de rejoindre un autre club de Premier League, Newcastle United. Le manager des magpies Steve Bruce parle de lui ainsi « C'est un joueur international d'expérience qui peut jouer à tous les postes du milieu de terrain, donc il est le bienvenu à bord ». Il fait ses débuts avec Newcastle le 29 août 2020 lors d'un match de pré-saison contre Barnsley FC.
À partir du mois de mars 2020, Hendrick perd progressivement les faveurs de son entraîneur. Après avoir été exclu du terrain, il n'est plus que remplaçant pour le reste de la saison. Il termine cette saison 2020-2021 qu'avec 23 apparitions sur le terrain toutes compétitions confondues, ne marquant que deux fois
.
Le début de la saison 2021-2022 s'avère encore plus difficile. Alors que son club perd ses sept premières rencontres est se retrouve à la dernière place du classement, Hendrick est confiné à un rôle de remplaçant. Cette situation ne lui convenant pas, il demande à être prêté. C'est chose faite à partir du 31 janvier 2022, avec un prêt jusqu'à la fin de la saison au Queens Park Rangers. Après une fin de saison en demi-teinte, Hendrick demande à être prêté de nouveau puisque son temps de jeu n'est aucunement garanti dans la nouvelle équipe de Newcastle. Le 12 juillet 2022, il est de nouveau prêté en Championship, au Reading Football Club cette fois-ci.

### En sélection
Né à Dublin, Jeff Hendrick a connu toutes les classes d'âge de la sélection irlandaise, les moins de quinze ans, les moins de seize, les moins de dix-sept, les moins de dix neuf avec lesquels il participe au championnat d'Europe des moins de 19 ans en 2011 et les moins de vingt et un ans.
Hendrick joue un rôle important dans la campagne de qualifications pour championnat d'Europe des moins de 19 ans réalisant une « série de performances impressionnantes ». Il participe aux trois matches de groupe et a inscrit le seul but du match lors de la victoire 1-0 contre la Pologne. Il est bien entendu sélectionné dans l'équipe qui participe à la phase finale en Roumanie. Il est titulaire lors des quatre matchs que dispute l'Irlande et participe à la demi-finale perdue contre l'Espagne futur vainqueur de la compétition. Dès son retour de Roumanie, il est sélectionné dans l'équipe des moins de 21 ans et participe à la victoire sur l'Autriche le 9 août 2011.
En janvier 2013, la presse rapporte que le sélectionneur de l'Irlande, Giovanni Trapattoni, observait Hendrick en vue de donner au joueur sa première convocation en équipe senior. Ce qui arrive plus tard dans le mois : Hendrick est appelé en équipe senior pour jouer un match amical contre la Pologne le 6 février 2013. Il entre en jeu à la 71e minute à la place de James McCarthy lors de la victoire 2-0 et a fourni une passe décisive à Wes Hoolahan pour le deuxième but irlandais dans ce match, faisant preuve d'un grand sang-froid en faisant une passe bien exécutée. Hendrick reçoit sa première titularisation lors de sa quatrième sélection, lors d'un match contre les champions du monde et d'Europe espagnols le 12 juin 2013 au Yankee Stadium de New York. Il joue un rôle de premier plan lors du match de qualification pour l'Euro 2016 contre la Géorgie à l'Aviva Stadium le septembre 2015. Sa course et son petit-pont ont permis à Jonathan Walters de marquer facilement le but, ce qui s'est avéré être le seul but du match.
Jeff Hendrick est sélectionné pour participer au championnat d'Europe de football 2016. Il est titulaire lors des quatre matchs que dispute son équipe en France. Il participe activement à la qualification pour les huitièmes de finale de son équipe. Un de ses tirs heurte la barre transversale contre la Suède, il manque de peu de marquer un but contre l'Italie. L'équipe de l'Irlande échoue en huitième, battue par la France sur le score de 2 buts à 1.
Hendrick a marqué deux buts en équipe nationale, le premier le 5 septembre 2016 contre la Serbie, le deuxième le 23 mars 2019 contre Gibraltar.

## Éléments statistiques
| Saison                | Club                       | Championnat           | Championnat | Championnat | Coupe(s) nationale(s) | Coupe(s) nationale(s) | Compétition(s) continentale(s) | Compétition(s) continentale(s) | Compétition(s) continentale(s) | République d'Irlande | République d'Irlande | Total | Total |
| Saison                | Club                       | Division              | M.          | B.          | M.                    | B.                    | Comp.                          | M.                             | B.                             | M.                   | B.                   | M.    | B.    |
| 2009-2010             | Derby County               | Championship          | 0           | 0           | -                     | -                     | -                              | -                              | -                              | -                    | -                    | 0     | 0     |
| 2010-2011             | Derby County               | Championship          | 4           | 0           | -                     | -                     | -                              | -                              | -                              | -                    | -                    | 4     | 0     |
| 2011-2012             | Derby County               | Championship          | 42          | 3           | 1                     | 0                     | -                              | -                              | -                              | -                    | -                    | 43    | 3     |
| 2012-2013             | Derby County               | Championship          | 45          | 6           | 2                     | 1                     | -                              | -                              | -                              | 4                    | 0                    | 51    | 7     |
| 2013-2014             | Derby County               | Championship          | 34          | 5           | 2                     | 0                     | -                              | -                              | -                              | 3                    | 0                    | 39    | 5     |
| 2014-2015             | Derby County               | Championship          | 41          | 7           | 6                     | 2                     | -                              | -                              | -                              | 6                    | 0                    | 53    | 9     |
| 2015-2016             | Derby County               | Championship          | 33          | 2           | 2                     | 0                     | -                              | -                              | -                              | 12                   | 0                    | 47    | 2     |
| 2016-2017             | Derby County               | Championship          | 2           | 0           | 1                     | 0                     | -                              | -                              | -                              | -                    | -                    | 3     | 0     |
| 2016-2017             | Burnley FC                 | Premier League        | 32          | 2           | 3                     | 0                     | -                              | -                              | -                              | 8                    | 1                    | 43    | 3     |
| 2017-2018             | Burnley FC                 | Premier League        | 34          | 2           | 2                     | 0                     | -                              | -                              | -                              | 6                    | 0                    | 42    | 2     |
| 2018-2019             | Burnley FC                 | Premier League        | 32          | 3           | 2                     | 1                     | C3                             | 6                              | 0                              | 9                    | 1                    | 49    | 5     |
| 2019-2020             | Burnley FC                 | Premier League        | 24          | 2           | 3                     | 2                     | -                              | -                              | -                              | 5                    | 0                    | 32    | 4     |
| 2020-2021             | Newcastle United           | Premier League        | 22          | 2           | 1                     | 0                     | -                              | -                              | -                              | 8                    | 0                    | 31    | 2     |
| 2021-2022             | Newcastle United           | Premier League        | 3           | 1           | 1                     | 0                     | -                              | -                              | -                              | 6                    | 0                    | 10    | 1     |
| 2021-2022             | Queens Park Rangers (prêt) | Championship          | 10          | 0           | 1                     | 0                     | -                              | -                              | -                              | 6                    | 0                    | 17    | 0     |
| 2022-2023             | Reading FC (prêt)          | Championship          | 44          | 4           | 1                     | 0                     | -                              | -                              | -                              | 5                    | 0                    | 50    | 4     |
| Total sur la carrière | Total sur la carrière      | Total sur la carrière | 397         | 38          | 28                    | 4                     | -                              | 6                              | 0                              | 79                   | 2                    | 510   | 44    |